# Série mondiale 1917
La Série mondiale 1917 était la 14e série finale des Ligues majeures de baseball.
Jouée du 6 au 15 octobre 1917, elle est gagnée par les White Sox de Chicago, quatre victoires à deux sur les Giants de New York. Ce titre est le dernier remporté par les White Sox en 88 ans : ils ne retournent pas à la Série mondiale avant 1959 et leur titre suivant n'est gagné qu'en Série mondiale 2005. 
Les White Sox, champions 1917 de la Ligue américaine remportent 100 victoires contre 54 défaites pour la seule saison de 100 victoires de leur histoire. Leurs adversaires en finale, les Giants de New York, sont champions de la Ligue nationale au terme d'une saison régulière de 98 victoires et 56 défaites. Chicago remporte les deux premiers matchs de la Série mondiale à domicile au Comiskey Park, puis les Giants enchaînent deux succès par jeu blanc chez eux à Brush Stadium (le nom porté par Polo Grounds à cette époque). Tirant de l'arrière 5-2 dans le 6e match à Chicago, les White Sox viennent de l'arrière pour triompher 8-5 avant de remporter la victoire finale 4-2 à New York lors de la 6e rencontre. Les vainqueurs inscrivent 3 points non mérités en 4e manche du dernier match, à la suite d'erreurs consécutives de Heinie Zimmerman et Dave Robertson, puis à un jeu manqué où Eddie Collins des Sox marque lorsque les joueurs des Giants oublient de couvrir le marbre durant une souricière. Balle à la main, Zimmerman, le joueur de troisième but des Giants, poursuit en vain Collins qui réussit à marquer un point.
Eddie Cicotte et Red Faber lancent chacun deux matchs complets dans la série finale pour Chicago, et à eux deux ils comptent 50 des 52 manches lancées au total par les White Sox. Cicotte est de plus le héros offensif de la finale, avec une moyenne au bâton de ,409 durant ses six parties.
Cicotte, Happy Felsch, Chick Gandil, Shoeless Joe Jackson, Fred McMullin, Swede Risberg, Buck Weaver et Lefty Williams sont tous membres de l'équipe championne de 1917 et seront tous bannis du baseball professionnel à la suite du scandale des Black Sox de 1919. Heinie Zimmerman, bouc émissaire de la Série mondiale 1917 pour les Giants, fut lui aussi chassé du baseball pour des soupçons de matchs truqués,.
L'athlète Jim Thorpe, qui brilla dans plusieurs sports, fait sa seule apparition dans une Série mondiale de baseball lors du 5e match, mais celle-ci se limite à une mention sur la carte de pointage. Il est en effet prévu qu'il commence la rencontre au champ droit pour les Giants mais lorsque vient son tour au bâton en début de première manche, il est remplacé par un frappeur suppléant, Dave Robertson, et n'est donc plus éligible pour être sur le terrain lorsque New York a son premier tour en défensive en fin de première manche.

## Déroulement de la Série

### Calendrier des rencontres
| Match | Date       | Visiteur             | Hôte                 | Score |
| ----- | ---------- | -------------------- | -------------------- | ----- |
| 1     | 6 octobre  | Giants de New York   | White Sox de Chicago | 1 - 2 |
| 2     | 7 octobre  | Giants de New York   | White Sox de Chicago | 2 - 7 |
| 3     | 10 octobre | White Sox de Chicago | Giants de New York   | 0 - 2 |
| 4     | 11 octobre | White Sox de Chicago | Giants de New York   | 0 - 5 |
| 5     | 13 octobre | Giants de New York   | White Sox de Chicago | 5 - 8 |
| 6     | 15 octobre | White Sox de Chicago | Giants de New York   | 4 - 2 |

### Match 1

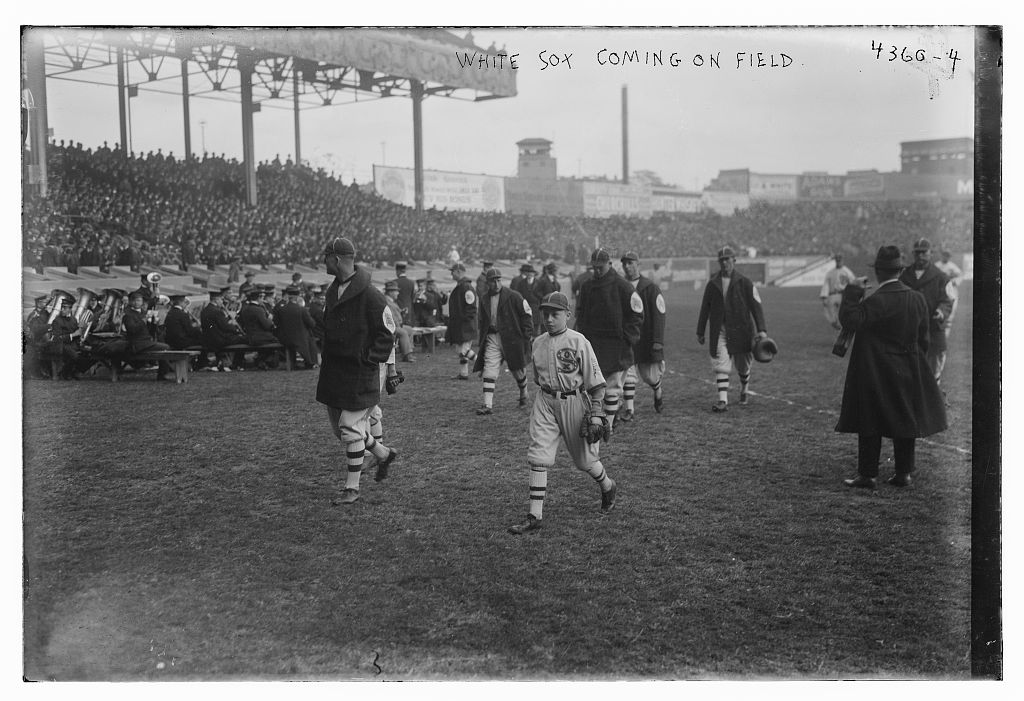
Des joueurs des White Sox de Chicago font leur entrée sur le terrain au début de l'un des matchs de la Série mondiale 1917.

Samedi 6 octobre 1917 au Comiskey Park, Chicago, Illinois.
| Giants de New York | 0 | 0 | 0 | 0 | 1 | 0 | 0 | 0 | 0 | 1 | 7 | 1 |
| White Sox de Chicago | 0 | 0 | 1 | 1 | 0 | 0 | 0 | 0 | X | 2 | 7 | 1 |
| Lanceurs partants : NYG : Slim Sallee CHW : Eddie Cicotte Vic. : Eddie Cicotte (1-0) Déf. : Slim Sallee (0-1) HRs: CHW : Happy Felsch (1) |   |   |   |   |   |   |   |   |   |   |   |   |

### Match 2
Dimanche 7 octobre 1917 au Comiskey Park, Chicago, Illinois.
| Giants de New York                                                                                        | 0 | 2 | 0 | 0 | 0 | 0 | 0 | 0 | 0 | 2 | 8  | 1 |
| White Sox de Chicago                                                                                      | 0 | 2 | 0 | 5 | 0 | 0 | 0 | 0 | X | 7 | 14 | 1 |
| Lanceurs partants : NYG : Ferdie Schupp CHW : Red Faber Vic. : Red Faber (1-0) Déf. : Fred Anderson (0-1) |   |   |   |   |   |   |   |   |   |   |    |   |

### Match 3
Mercredi 10 octobre 1917 au Brush Stadium (Polo Grounds), New York, New York.
| White Sox de Chicago                                                                                          | 0 | 0 | 0 | 0 | 0 | 0 | 0 | 0 | 0 | 0 | 5 | 3 |
| Giants de New York                                                                                            | 0 | 0 | 0 | 2 | 0 | 0 | 0 | 0 | X | 2 | 8 | 2 |
| Lanceurs partants : CHW : Eddie Cicotte NYG : Rube Benton Vic. : Rube Benton (1-0) Déf. : Eddie Cicotte (1-1) |   |   |   |   |   |   |   |   |   |   |   |   |

### Match 4
Jeudi 11 octobre 1917 au Brush Stadium (Polo Grounds), New York, New York.
| White Sox de Chicago | 0 | 0 | 0 | 0 | 0 | 0 | 0 | 0 | 0 | 0 | 7  | 0 |
| Giants de New York | 0 | 0 | 0 | 1 | 1 | 0 | 1 | 2 | X | 5 | 10 | 1 |
| Lanceurs partants : CHW : Red Faber NYG : Ferdie Schupp Vic. : Ferdie Schupp (1-0) Déf. : Red Faber (1-1) HRs: NYG : Benny Kauff (1, 2) |   |   |   |   |   |   |   |   |   |   |    |   |

### Match 5

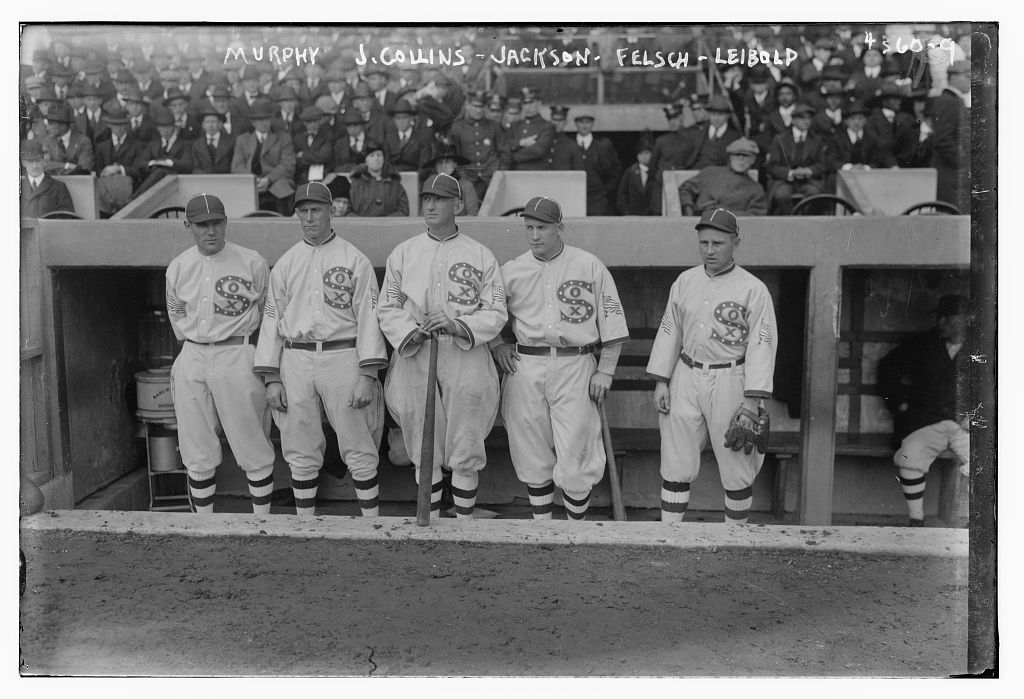
De gauche à droite : Eddie Murphy, Shano Collins, Shoeless Joe Jackson, Happy Felsch et Nemo Leibold des White Sox de Chicago lors de la Série mondiale 1917.

Samedi 13 octobre 1917 au Comiskey Park, Chicago, Illinois.
| Giants de New York                                                                                      | 2 | 0 | 0 | 2 | 0 | 0 | 1 | 0 | 0 | 5 | 12 | 3 |
| White Sox de Chicago                                                                                    | 0 | 0 | 1 | 0 | 0 | 1 | 3 | 3 | X | 8 | 14 | 6 |
| Lanceurs partants : NYG : Slim Sallee CHW : Reb Russell Vic. : Red Faber (2-1) Déf. : Slim Sallee (0-2) |   |   |   |   |   |   |   |   |   |   |    |   |

### Match 6
Lundi 15 octobre 1917 au Brush Stadium (Polo Grounds), New York, New York.
| White Sox de Chicago                                                                                  | 0 | 0 | 0 | 3 | 0 | 0 | 0 | 0 | 1 | 4 | 7 | 1 |
| Giants de New York                                                                                    | 0 | 0 | 0 | 0 | 2 | 0 | 0 | 0 | 0 | 2 | 6 | 3 |
| Lanceurs partants : CHW : Red Faber NYG : Rube Benton Vic. : Red Faber (3-1) Déf. : Rube Benton (1-1) |   |   |   |   |   |   |   |   |   |   |   |   |